# Народження назви
«Допотопний метод» (англ. Birth of a Notion) — науково-фантастичне оповідання американського письменника Айзека Азімова, опубліковане у червні 1976 року в журналі Amazing Stories до його п'ятдесятиріччя. Оповідання увійшло до збірки «Двохсотлітня людина та інші історії» (1976).

## Сюжет
Симеон Вейль, фізик, експериментує з подорожами в часі і вирушає назад до Нью-Йорка 1925 року, де зустрічає Х'юго Ґернсбека, автора наукової фантастики і кумира Вейля.
Хоча Вейль пробув у минулому тільки декілька хвилин, він встиг поспілкуватись з Ґернсбеком на прогулянці у парку і відкрив йому чимало наукових відкриттів, що будуть здійснені протягом наступних п'ятдесяти років. Якраз за секунду до повернення у свій час, він навів Ґернсбека на думку назвати свій новий журнал «Amazing Stories».